# Wiktorija Klotschko
Wiktorija Oleksandriwna Klotschko (ukrainisch Вікторія Олександрівна Клочко, von der IAAF als Viktoriya Klochko geführt; * 2. September 1992) ist eine ukrainische Leichtathletin, die sich auf das Kugelstoßen und den Diskuswurf spezialisiert hat.

## Karriere
Sie nahm an den Leichtathletik-Junioreneuropameisterschaften 2011 in Tallinn teil und ging dort im Diskuswurf an den Start. Mit einer Weite von 54,03 Metern belegte sie hinter den beiden Deutschen Shanice Craft und Anna Rüh den dritten Platz. Bei den ukrainischen Leichtathletik-Meisterschaften 2011, die in Donezk ausgetragen wurde, startete sie im Diskuswurf und sicherte sich bei ihrer zweiten Teilnahme hinter Natalija Semenowa die Silbermedaille. Nachdem sie 2012 eine Medaille verpasst hatte, gewann sie am 24. Juli 2014 im Diskuswurf ihre zweite Silbermedaille und erneut hinter Natalija Semenowa. Sowohl 2014 als auch 2015 gewann sie bei der ukrainischen Meisterschaft im Diskuswurf jeweils die Silbermedaille. Zudem stellte sie am 4. Juli 2015 eine neue persönliche Bestleistung im Diskuswurf auf. Beim Wettbewerb in Uman schleuderte sie den Diskus auf 58,01 Meter und gewann damit auch den Wettbewerb.
Im Jahr 2016 startete sie bei den ukrainischen Leichtathletik-Meisterschaften erstmals im Diskuswurf und im Kugelstoßen. Während sie im Kugelstoßen als Fünfte eine Medaille verpasste, gewann sie im Diskuswurf die Bronzemedaille. 2017 ging sie erneut in beiden Disziplinen an den Start. Am 5. Juli 2017 stieß sie die Kugel auf 16,07 Meter und sicherte sich damit ihren ersten ukrainischen Meistertitel im Kugelstoßen. Durch diesen Erfolg gewann sie bei den ukrainischen Meisterschaften einen ganzen Medaillensatz. Drei Tage später sicherte sie sich mit einer Weite von 55,04 Metern hinter Natalija Semenowa die Silbermedaille.
Am 22. Juni 2018 startete sie in Minsk beim International Match und stieß dort eine Weite von 16,65 Metern. Diese Weite bedeutete nicht nur einen vierten Platz bei diesem Wettbewerb, sondern auch eine neue persönliche Bestleistung. Am 18. und 21. Juli 2018 startete sie bei den ukrainischen Meisterschaften in Luzk im Kugelstoßen und Diskuswurf. Im Kugelstoßen erreichte sie nur eine Weite von 16,07 Metern, verpasste damit die Titelverteidigung und musste sich mit dem zweiten Platz hinter Olha Holodna (Ольга Анатоліївна Голодна) zufriedengeben. Auch im Diskuswurf musste sie sich mit dem zweiten Platz begnügen, obwohl sie als ukrainische Jahresbeste angereist war. Im Kugelstoßen konnte sie sich durch ihre Leistungen gemeinsam mit Olha Holodna für die Leichtathletik-Europameisterschaften 2018 in Berlin qualifizieren. Am 7. August 2018 verpasste sie mit 16,27 Metern klar die Kugelstoß-Qualifikation für das Finale.

## Einzelnachweis
- Wiktorija Klotschko in der Datenbank von World Athletics (englisch)

| Personendaten    | Personendaten |
| ---------------- | --- |
| NAME             | Klotschko, Wiktorija |
| ALTERNATIVNAMEN  | Klotschko, Wiktorija Oleksandriwna (vollständiger Name); Klochko, Viktoriya (IAAF); Клочко, Вікторія Олександрівна (ukrainisch) |
| KURZBESCHREIBUNG | ukrainische Leichtathletin |
| GEBURTSDATUM     | 2. September 1992 |